# John Salza
John Salza nacido el 30 de noviembre de 1967 es un escritor estadounidense en el tema de la religión.

## Biografía
John Salza fue bautizado católico. Después de su escuela de derecho, fue invitado a entrar en la masonería. Varios años después, recibió el grado del 32° del Rito Escocés Antiguo y Aceptado en la logia del Wisconsin. Renunció a la masonería y expuso su caso en su libro Masonry Unmasked: An Insider Reveals the Secrets of the Lodge. Su historia es parecida a la de Jim Shaw, Burkhardt Gorissen y Maurice Caillet.